# 霍普山 (南極洲)
霍普山（英語：Mount Hope）是南極洲的一个圆顶状的山丘，高约1100米。屬於橫貫南極山脈的一部分，在比爾德摩爾冰川和罗斯冰架的腳下。現在由南極條約體系管理。

## 發現
在1908年12月3日，在愛爾蘭南極探險家歐內斯特·沙克爾頓率領的猎人号探险探中發現，他们的目标是抵达南极点。通過這個山的攀登，探險家們獲得了他們的第一次的所看到的冰川，这座冰川提供通向南极高原和南極本身的途徑。